# Zollamt Nordenham
Das ehemalige Zollamt Nordenham (auch Altes Zollamt genannt), Deichgräfenstraße 16, im niedersächsischen Nordenham im Landkreis Wesermarsch stammt vom Anfang des 20. Jahrhunderts.
Aktuell (2023) wird es als Wohnhaus und seit 2007 als Praxis genutzt.
Das Gebäude steht unter Denkmalschutz (siehe auch Liste der Baudenkmale in Nordenham).

## Beschreibung und Geschichte
Mit dem Ausbau des Hafens ab den 1880er Jahren musste auch der Zoll eine größere Dienststelle haben.
Das zweigeschossige siebenachsige verklinkerte Gebäude mit Mansarddach mit mehreren Giebelgauben, dem prägenden Dachhaus an der Straßenseite und dem zurückhaltenden, mit Ziegeln gerahmten Eingang sowie den eckigen Fenstern und einem wohl späteren Garagenanbau wurde als Zollamt mit einer Dienstwohnung wohl um 1900/10 gebaut.
Das Landesdenkmalamt befand zur Bedeutung: „… geschichtlich, städtebaulich … .“
Für die Zollbediensteten wurden die heute denkmalgeschützten drei Wohnhäuser Am Wasserturm 2 bis 12 gebaut.
Nach der Aufgabe des Zollamtes wurde das Gebäude zu einem Wohn- und Geschäftshaus umgebaut.
Heute ist hier das Zollamt Brake zuständig.